# 川勝将氏
川勝 将氏（かわかつ まさうじ）は、江戸時代前期の旗本。継氏系重氏流川勝家の2代当主。

## 生涯
元和2年（1616年）、川勝重氏の嫡男として駿河に生まれた。寛永9年（1632年）より将軍徳川家光に仕え、小姓組に列した。慶安3年（1650年）9月3日、江戸城西の丸書院番となり、後に江戸城本城で仕えた。
承応2年（1653年）12月23日、父重氏の死去により、その家督（丹波・武蔵内700石）を継いだ。後に番を辞して、小普請となった。
寛文10年（1670年）1月6日、55歳で没した。家督は嫡男の益氏が継いだ。